# Parma Associazione Sportiva 1930-1931
Questa pagina raccoglie le informazioni riguardanti il Parma Associazione Sportiva nelle competizioni ufficiali della stagione 1930-1931.

## Stagione
Nella stagione 1930-1931 il Parma Foot Ball Club, in ossequio a quanto disposto dalle autorità fasciste, cambia denominazione in "Parma Associazione Sportiva" prima dell'inizio del campionato. Nel secondo torneo cadetto la squadra ducale si classifica al tredicesimo posto con 27 punti, due soli punti sopra la zona retrocessione. Sulla panchina dei crociati c'è il tecnico ungherese Armand Halmos, che ottiene una sofferta salvezza, con una giornata di anticipo sul termine del torneo, centrando comunque l'obiettivo stagionale. Un Parma discreto in attacco con il trio Bertoli, Stocchi e Vaccari che realizzano 29 reti, ma fragile in trasferta, dove perde 11 delle 17 gare giocate, alcune con passivi pesanti.

## Rosa
| N. |                   | Ruolo | Calciatore               |
| -- | ----------------- | ----- | ------------------------ |
|    | Italia (bandiera) | P     | Mario Alfieri            |
|    | Italia (bandiera) | P     | Mario Arbizzani          |
|    | Italia (bandiera) | A     | Enzo Bertoli             |
|    | Italia (bandiera) | D     | Ugo Carboni              |
|    | Italia (bandiera) | C     | Gianbattista Chiaramello |
|    | Italia (bandiera) | C     | Bruno Cresci             |
|    | Italia (bandiera) | C     | Saulle Franzini          |
|    | Italia (bandiera) | D     | Riccardo Ghiretti        |
|    | Italia (bandiera) | D     | Angelo Giuberti          |
|    | Italia (bandiera) | C     | Gino Giuberti            |
|    | Italia (bandiera) | D     | Italo Maccanelli         |
|    | Italia (bandiera) | D     | Alfredo Mattioli         |
|    | Italia (bandiera) | D     | Giovanni Mazzoni         |

| N. |                   | Ruolo | Calciatore         |
| -- | ----------------- | ----- | ------------------ |
|    | Italia (bandiera) | A     | Tito Mistrali      |
|    | Italia (bandiera) | D     | Walter Negroni     |
|    | Italia (bandiera) | A     | Dino Paini         |
|    | Italia (bandiera) | C     | William Palmia     |
|    | Italia (bandiera) | A     | Carlo Pianzola     |
|    | Italia (bandiera) | C     | Riccardo Poli      |
|    | Italia (bandiera) | C     | Augusto Ponticelli |
|    | Italia (bandiera) | A     | Guido Ponzi        |
|    | Italia (bandiera) | A     | Antonio Quaglietti |
|    | Italia (bandiera) | A     | Giuseppe Stocchi   |
|    | Italia (bandiera) | A     | Aroldo Vaccari     |
|    | Italia (bandiera) | D     | Arnaldo Vighi      |
|    | Italia (bandiera) | A     | Luigi Villani      |

## Risultati

### Serie B

#### Girone di andata
| Arbitro: | Omodei Zorini (Novara) |

|                                                         |           |  |
| Moretti 46’ Rivolo 49’ Luchetti 61’, 89’ Baldinotti 75’ | Marcatori |  |

| Parma 5 ottobre 1930 2ª giornata | Parma             | 0 – 0 | Atalanta | Stadio Ennio Tardini\| Arbitro: \| Garbieri (Genova) \| |
| Arbitro:                         | Garbieri (Genova) |       |          |                                                         |

| Arbitro: | Tagliabue (Milano) |

|                                    |           |              |
| Andrei 13’ Zunino 50’ Cappelli 74’ | Marcatori | 70’ Mistrali |

| Parma 19 ottobre 1930 4ª giornata | Parma              | 0 – 0 | Palermo | Stadio Ennio Tardini\| Arbitro: \| Quilleri (Brescia) \| |
| Arbitro:                          | Quilleri (Brescia) |       |         |                                                          |

| Arbitro: | Maina (Torino) |

|             |           |                      |
| Pitacco 18’ | Marcatori | 6’ Pianzola 72’ Poli |

| Arbitro: | Bevilacqua (Viareggio) |

|                                              |           |  |
| Stocchi 30’ Poli 35’ Vaccari 54’ Bertoli 86’ | Marcatori |  |

| Arbitro: | Serra (Bologna) |

|                                 |           |                         |
| Bedendo 73’ (rig.) Prendato 85’ | Marcatori | 26’ Vaccari 49’ Bertoli |

| Arbitro: | Badiani (Prato) |

|                          |           |  |
| Bertoli 18’ Franzini 63’ | Marcatori |  |

| Arbitro: | Brignone (Torino) |

|                                                                |           |                         |
| Quaglietti 6’ Bertoli 40’, 63’ Stocchi 69’ Franzini 77’ (rig.) | Marcatori | 10’ Lippi 26’ A. Bonino |

| Arbitro: | Sassi (Roma) |

|                                          |           |  |
| Cipriani 9’ Tommasi 48’ Patuzzi 51’, 60’ | Marcatori |  |

| Arbitro: | Mazza (Genova) |

|                                                  |           |                             |
| Guanzini 5’, 66’ Dalle Vedove 15’ Camisaschi 49’ | Marcatori | 65’ Stocchi 83’ Chiaramello |

| Arbitro: | Ciamberlini (Genova) |

|  |           |              |
|  | Marcatori | 74’ Rizzotti |

| Arbitro: | Girelli (Verona) |

|            |           |  |
| Bertoli 6’ | Marcatori |  |

| Arbitro: | Pessato (Monfalcone) |

|                                                               |           |                                |
| M. Rossi 5’, 40’ Civinini 17’ F. Innocenti 42’, 60’ Barni 66’ | Marcatori | 50’ Stocchi 67’ (aut.) Spadoni |

| Arbitro: | Dall'Era (Brescia) |

|                         |           |                          |
| Fornarola 23’, 70’, 78’ | Marcatori | 53’ Stocchi 66’ Mistrali |

| Arbitro: | Sianesi (Milano) |

|                                      |           |           |
| Stocchi 7’, 82’ Poli 20’ Vaccari 60’ | Marcatori | 30’ Giuge |

| Arbitro: | Zaffiri (Genova) |

|  |           |              |
|  | Marcatori | 30’ Scategni |

#### Girone di ritorno
| Arbitro: | U. Gama (Milano) |

|             |           |                                     |
| Vaccari 13’ | Marcatori | 51’ Serdoz 55’ Rivolo 82’ Staffetta |

| Bergamo 15 febbraio 1931 19ª giornata | Atalanta       | 0 – 0 | Parma | Stadio Mario Brumana\| Arbitro: \| Sani (Ferrara) \| |
| Arbitro:                              | Sani (Ferrara) |       |       |                                                      |

| Arbitro: | Sassi (Roma) |

|  |           |                      |
|  | Marcatori | 33’ (aut.) Arbizzani |

| Arbitro: | Sianesi (Milano) |

|                 |           |             |
| Radice 26’, 48’ | Marcatori | 5’ Mistrali |

| Arbitro: | Bertoli (Vicenza) |

|                                 |           |                                 |
| Stocchi 15’, 24’ Maccanelli 38’ | Marcatori | 11’ Benatti 65’ (aut.) Franzini |

| Arbitro: | Bertiato (Venezia) |

|                                                 |           |             |
| Perazzi 36’, 44’, 60’ Ramello 50’ Piccinini 77’ | Marcatori | 77’ Vaccari |

| Arbitro: | Sani (Ferrara) |

|                         |           |  |
| Bertoli 43’ Stocchi 69’ | Marcatori |  |

| Arbitro: | Dalle Mole (Vicenza) |

|  |           |                         |
|  | Marcatori | 10’ Stocchi 77’ Vaccari |

| Arbitro: | De Crescenzo (Napoli) |

|                                          |           |  |
| Fazzi 6’, 75’ Petri 11’ A. Giorgetti 28’ | Marcatori |  |

| Arbitro: | Cugnini (Ancona) |

|                        |           |                                                   |
| Stocchi 5’ Vaccari 30’ | Marcatori | 8’, 83’ (rig.) Corsi 12’, 46’ Patuzzi 21’ Dalfini |

| Monfalcone 17 maggio 1931 30ª giornata | Monfalconese         | 0 – 0 | Parma | Campo Costanzo Ciano\| Arbitro: \| Dalle Mole (Vicenza) \| |
| Arbitro:                               | Dalle Mole (Vicenza) |       |       |                                                            |

| Arbitro: | Mazzarini (Roma) |

|  |           |             |
|  | Marcatori | 39’ Trovati |

| Arbitro: | Bo (Genova) |

|                             |           |                |
| Cassano 3’, 60’ Rizzotti 4’ | Marcatori | 55’ Quaglietti |

| Arbitro: | Giulini (Lodi) |

|                                 |           |                        |
| Bertoli 46’, 88’ Ponzi 64’, 73’ | Marcatori | 42’ Barni 59’ Civinini |

| Parma 14 giugno 1931 32ª giornata | Parma          | 0 – 0 | Udinese | Stadio Ennio Tardini\| Arbitro: \| Lerni (Torino) \| |
| Arbitro:                          | Lerni (Torino) |       |         |                                                      |

| Arbitro: | Brignone (Torino) |

|             |           |            |
| Giuge 90+2’ | Marcatori | 3’ Vaccari |

| Arbitro: | Cugnini (Ancona) |

|                |           |  |
| Rosso 21’, 83’ | Marcatori |  |

## Statistiche

### Statistiche di squadra
| Competizione | Punti | In casa | In casa | In casa | In casa | In casa | In casa | In trasferta | In trasferta | In trasferta | In trasferta | In trasferta | In trasferta | Totale | Totale | Totale | Totale | Totale | Totale | DR  |
| Competizione | Punti | G       | V       | N       | P       | Gf      | Gs      | G            | V            | N            | P            | Gf           | Gs           | G      | V      | N      | P      | Gf     | Gs     | DR  |
| ------------ | ----- | ------- | ------- | ------- | ------- | ------- | ------- | ------------ | ------------ | ------------ | ------------ | ------------ | ------------ | ------ | ------ | ------ | ------ | ------ | ------ | --- |
| Serie B      | 27    | 17      | 8       | 3       | 6       | 28      | 19      | 17           | 2            | 4            | 11           | 17           | 45           | 34     | 10     | 7      | 17     | 45     | 64     | -19 |

### Statistiche dei giocatori
| Giocatore      | Serie B  | Serie B |
| Giocatore      | Presenze | Reti    |
| -------------- | -------- | ------- |
| M. Alfieri     | 4        | -10     |
| M. Arbizzani   | 29       | -54     |
| Barella        | 1        | 0       |
| E. Bertoli     | 22       | 9       |
| U. Carboni     | 1        | 0       |
| S. Chiaramello | 6        | 1       |
| B. Cresci      | 14       | 0       |
| S. Franzini    | 29       | 2       |
| R. Ghiretti    | 9        | 0       |
| A. Giuberti    | 10       | 0       |
| G. Giuberti    | 4        | 0       |
| I. Maccanelli  | 13       | 1       |
| Maffini        | 4        | 0       |
| A. Mattioli    | 17       | 0       |
| G. Mazzoni     | 25       | 0       |
| T. Mistrali    | 13       | 3       |
| W. Negroni     | 34       | 0       |
| D. Paini       | 1        | 0       |
| W. Palmia      | 2        | 0       |
| C. Pianzola    | 3        | 1       |
| R. Poli        | 25       | 3       |
| A. Ponticelli  | 3        | 0       |
| G. Ponzi       | 4        | 2       |
| A. Quaglietti  | 29       | 2       |
| Ridelli        | 1        | 0       |
| G. Stocchi     | 29       | 12      |
| A. Vaccari     | 33       | 8       |
| Vanni          | 2        | 0       |
| A. Vighi       | 6        | 0       |
| L. Villani     | 1        | 0       |